# Angourie Rice
Angourie Rice (Perth, 1 de enero de 2001) es una actriz australiana, popularmente conocida por protagonizar las películas These Final Hours, The Nice Guys y "Honor Society". Además es conocida por interpretar a Betty Brant en el Universo cinematográfico de Marvel en las películas de Spider-Man: Homecoming (2017), Spider-Man: Lejos de casa (2019) y Spider-Man: No Way Home (2021).
Por su papel protagónico en Ladies in Black (2018), ganó el Premios AACTA a la Mejor Actriz en un Papel Protagónico. 
Los créditos televisivos de Rice incluyen el episodio de Black Mirror "Rachel, Jack and Ashley Too" (2019), la miniserie de HBO Mare of Easttown (2021) y la miniserie de Apple TV+ The Last Thing He Told Me (2023).

## Primeros años
Rice lleva el nombre de Angourie, Nueva Gales del Sur, donde vivía su abuela. Nació en Sídney y vive en Melbourne, con sus padres Jeremy Rice, director, y Kate Rice, escritora, donde asistió al Princes Hill Secondary College, graduándose en 2018. También vivió en Perth durante cinco años y en Múnich, Alemania, durante un año antes de regresar a Melbourne.

## Filmografía

### Películas
| Año  | Título                            | Personaje        | Notas                  |
| ---- | --------------------------------- | ---------------- | ---------------------- |
| 2008 | Shades of Grey                    | Hannah           | Cortometraje           |
| 2009 | 70 Cents                          | Emily            | Cortometraje           |
| 2009 | Hidden Clouds                     | Edith            | Cortometraje           |
| 2011 | Mercy                             | Mercy            | Cortometraje           |
| 2012 | Transmission                      | Tilly            | Cortometraje           |
| 2013 | These Final Hours                 | Rose             |                        |
| 2013 | Coping                            | Lou Lou          | Cortometraje           |
| 2013 | Walking with Dinosaurs            | Jade             | Voz                    |
| 2016 | Nowhere Boys: The Book of Shadows | Tegan            |                        |
| 2016 | The Nice Guys                     | Holly            |                        |
| 2016 | Jasper Jones                      | Eliza Wishart    |                        |
| 2017 | Spider-Man: Homecoming            | Betty Brant      |                        |
| 2018 | Ladies in Black                   | Lisa             |                        |
| 2018 | Every Day                         | Rhiannon         |                        |
| 2019 | Spider-Man: Lejos de casa         | Betty Brant      |                        |
| 2021 | Spider-Man: No Way Home           | Betty Brant      |                        |
| 2022 | Senior Year                       | Stephanie Conway |                        |
| 2022 | Honor society                     | Honor Rose       | Película de Paramount+ |
| 2024 | Mean Girls                        | Cady Heron       |                        |

### Televisión
| Año  | Título                                  | Personaje       | Notas      |
| ---- | --------------------------------------- | --------------- | ---------- |
| 2014 | The Doctor Blake Mysteries              | Lisa Wooton     | 1 episodio |
| 2014 | El peor año de mi vida, otra vez        | Ruby            | 1 episodio |
| 2015 | Mako Mermaids                           | Neppy           | 1 episodio |
| 2019 | Black Mirror: Rachel, Jack y Ashley Too | Rachel Goggins  | 1 Episodio |
| 2021 | Mare of Easttown                        | Siobhan Sheehan | Miniserie  |

## Premios

### Premios locales
Angourie recibió varias nominaciones en Australia, su país natal.
| Año  | Categoría         | Película          | Resultado | Jurado                              |
| ---- | ----------------- | ----------------- | --------- | ----------------------------------- |
| 2012 | Mejor actor       | Transmission      | Ganadora  | St. Kilda Film Festival             |
| 2013 | Mejor actriz      | These Final Hours | Nominada  | WA Screen Awards                    |
| 2015 | Mejor actriz      | These Final Hours | Nominada  | Australian Film Critics Association |
| 2015 | Mejor actor joven | These Final Hours | Nominada  | Film Critics Circle of Australia    |